# NGC 7140
NGC 7140 (NGC 7141) é uma galáxia espiral barrada (SBbc) localizada na direcção da constelação de Indus. Possui uma declinação de -55° 34' 11" e uma ascensão recta de 21 horas, 52 minutos e 15,1 segundos.
A galáxia NGC 7140 foi descoberta em 4 de Outubro de 1834 por John Herschel.